# Biedaszki (powiat Kętrzyński)
Biedaszki  (Duits: Biedasken, later: Groß Neuhof) is een dorp in de Poolse woiwodschap Ermland-Mazurië. De plaats maakt deel uit van de gemeente Kętrzyn en telde 571 inwoners in 2011.

## Geschiedenis
Op 6 november 1458 ontving Wernhard Siefferddorffer 18 hoeven van Hochmeister (topambtenaar) van de Duitse Orde Ludwig von Erlichshausen, en legde daarmee de grondslag voor het huidige Biedaszki. In 1929  kreeg Biedaszki het lutherse Priesterseminar vanuit Karolewo. In 1940 werd het seminari beëindigd en in het gebouw kwam een radio zendstation van de Wolfsschanze. Het station was bewust op afstand geplaatst van het Führerhauptquartier van Adolf Hitler om de locatie niet door antennes te verraden.
In juli 1945 was het dorp, inmiddels omgedoopt tot Wielki Dwór, hoofddorp van een gromada, een soort gemeente voor meerdere dorpen. Witold Pakultinis was voorman van de gemeenschap. In december verplaatste de zetel naar Kętrzyn. Als een van de eersten in het gebied rondom Kętrzyn kwam er een basisschool in het dorp, met in het eerste schooljaar 38 leerlingen. Kętrzyn gaf de zetel van de Gemomoda in juli 1946 weer terug aan het dorp. In 1973 werd Biedaszki onderdeel de gemeente Kętrzyn.

## Demografie
In 1785 waren er in Biedaszki 17 woonhuizen en een stoeterij met twee gebouwen. In 1817 stonden er 20 woonhuizen.
| Jaar     | 1817 | 1933 | 1939 | 1970 | 2002 |
| Inwoners | 145  | 812  | 803  | 503  | 220  |

## Sport en recreatie
- Door deze plaats loopt de Europese wandelroute E11. De E11 loopt van Den Haag naar het oosten, op dit moment de grens Polen/Litouwen. Ter plaatse komt de route van het zuiden van Nowy Młyn en vervolgt in oostelijke richting naar Kętrzyn.